# Ich brech’ die Herzen der stolzesten Frau’n
Ich brech’ die Herzen der stolzesten Frau’n ist ein 1938 von Lothar Brühne komponierter Schlager mit einem Text von Bruno Balz. Es wurde bekannt in der von Heinz Rühmann im Film Fünf Millionen suchen einen Erben gesungenen Version. Die Filmszene, in der Heinz Rühmann in der Rolle des Peter Pett, ein Staubsaugervertreter und Varietésänger, das Lied singt, gilt als Höhepunkt der Verwechslungskomödie.
Torsten Körner schrieb über das Lied:

„Die komischen Enthüllungen und Übertreibungen des Schlagers sind witzig, weil sie ein Gegenbild zu Rühmanns Erscheinung liefern, das an der Pausbäckigkeit und Jungenhaftigkeit des Helden sofort wieder zuschanden wird. Rühmanns bekanntester Schlager Ich brech’ die Herzen der stolzesten Frau’n profitiert von dieser unhaltbaren Großmäuligkeit.“

Das Lied wurde vielfach gecovert, unter anderem von Rudi Schuricke, Dieter Hallervorden, Annette Postel, den Abstürzende Brieftauben, Frank Zander und Udo Lindenberg. Max Raabe coverte das Lied 1998.